# Krásný Les
Krásný Les (deutsch Schönwald) ist eine Gemeinde im Karlovarský kraj in Tschechien.

## Geographie

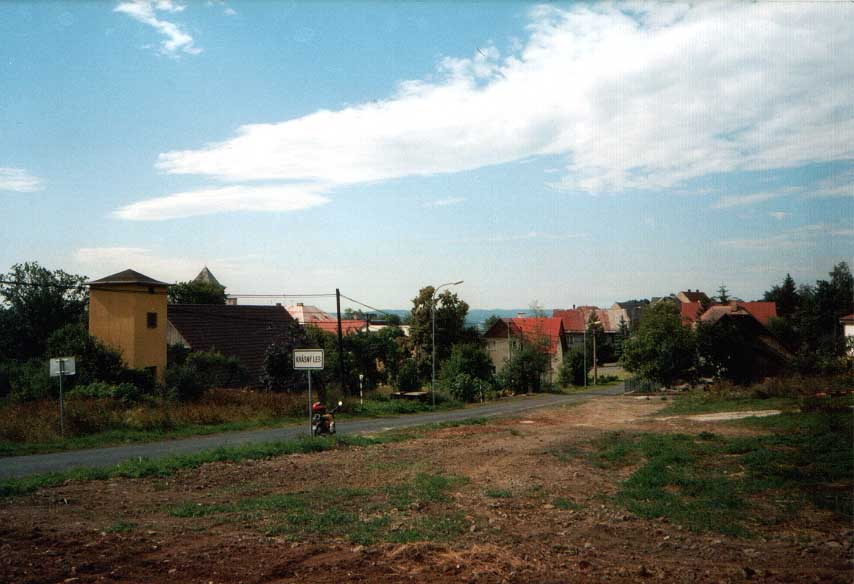
Blick auf den Ort

### Lage
Krásný Les liegt am Südabfall des Erzgebirges am Fuß des Klínovec.

### Gemeindegliederung
Die Gemeinde Krásný Les besteht aus den Ortsteilen Damice (Damitz), Horní Hrad (Hauenstein) und Krásný Les (Schönwald). Grundsiedlungseinheiten sind Damice, Krásný Les, Léno (Holzbachlehen), Plavno (Holzbach) und Vrch (Egertl). Zu Krásný Les gehört außerdem die Wüstung Vrch (Hüttmesgrün).
Das Gemeindegebiet gliedert sich in die Katastralbezirke Damice, Krásný Les, Léno, Plavno und Vrch.

### Nachbarorte
| Jáchymov (St. Joachimsthal) | Loučná pod Klínovcem (Böhmisch Wiesenthal)  |                        |
| Ostrov (Schlackenwerth)     | Kompassrose, die auf Nachbargemeinden zeigt | Stráž nad Ohří (Warta) |
|                             | Vojkovice (Wickwitz)                        |                        |

## Geschichte
Der Ort wurde von deutschen Siedlern gegründet. zum Ort gehörten die Bären- und die Grundmühle sowie die Wärzmühle in Hauenstein. Nach 1945 wurde fast die gesamte deutschsprachige Bevölkerung vertrieben und mehrere Häuser abgerissen.

## Entwicklung der Einwohnerzahl
| Jahr | Einwohnerzahl |
| ---- | ------------- |
| 1869 | 544           |
| 1880 | 564           |
| 1890 | 533           |
| 1900 | 540           |
| 1910 | 534           |

| Jahr   | Einwohnerzahl |
| ------ | ------------- |
| 1921   | 488           |
| 1930   | 483           |
| 1950 1 | 289           |
| 1961 2 | 298           |
| 1970 2 | 218           |

| Jahr   | Einwohnerzahl |
| ------ | ------------- |
| 1980 2 | 168           |
| 1991 2 | 148           |
| 2001 2 | 169           |
| 2011 2 | 294           |

## Sehenswürdigkeiten
- Burg und Schloss Hauenstein (Horní Hrad) (13. Jahrhundert)